# Ziduri (gmina)
Ziduri – gmina w Rumunii, w okręgu Buzău. Obejmuje miejscowości Ziduri, Costieni, Cuculeasa, Heliade Rădulescu, Lanurile i Zoița. W 2011 roku liczyła 4402 mieszkańców.